# Tři nejaderné zásady
Japonské tři nejaderné zásady (japonsky: 非核三原則, Hikaku San Gensoku) jsou parlamentní usnesení (nemající podobu zákona), která od svého přijetí koncem šedesátých let 20. století určují japonskou jadernou politiku a odrážejí obecné veřejné mínění a přijatou národní politiku od konce druhé světové války. Principy stanoví, že Japonsko nebude držet ani vyrábět jaderné zbraně a nedovolí jejich přítomnost na japonském území. 
Principy byly navrženy ministerským předsedou Eisaku Satōem v jeho projevu k dolní komoře parlamentu v roce 1967 v souvislosti s jednáními o návratu prefektury Okinawa pod japonskou správu. Parlament tyto principy formálně schválil v roce 1971.

## Přehled
Po atomovém bombardování Hirošimy a Nagasaki se japonská veřejnost silně stavěla proti přítomnosti nukleárních zbraní na japonské půdě nebo v japonských vodách. Během prvního funkčního období ministerského předsedy Eisaku Satōa se tento odpor stal komplikací pro jeho volební slib ukončení americké okupace Okinawy a vrácení tohoto ostrova zpět pod japonskou kontrolu. Předpokládalo se, že americká armáda na ostrově má nukleární zbraně a Satō čelil požadavkům, které podmiňovaly znovupřipojení ostrova  odstraněním jaderných zbraní. Jako kompromis Satō uklidnil USA podepsáním Smlouvy o nešíření jaderných zbraní výměnou za nejadernou Okinawu pod japonskou správou. 
V letech předcházejících této dohodě byl Satō přinucen uklidnit veřejné hlasy, že by jeho administrativa mohla podporovat nukleární zbraňový program. Za tímto účelem 11. prosince 1967 představil japonskému parlamenty komoře Tři nejaderné principy (ve skutečnosti principy o zákazu výroby, vlastnictví a zavádění jaderných zbraní představil ministr obrany Kanehichi Masuda již v květnu toho roku). Satō měl však starosti, že by principy mohly mít za následek příliš velké ztížení japonské obrany. Aby zmenšil omezující účinek na armádu, umístil následujícího února principy do širšího rámce Čtyř pilířů nukleární politiky. Pilíře byly:
1. Podporovat mírové užití jaderné energie
2. Směrovat úsilí ke globálnímu jadernému odzbrojování
3. Spoléhat na rozšířený zastrašující účinek nukleárního arzenálu USA
4. Podporovat Tři nejaderné principy

Formálně byly tyto principy přijaty parlamentem v roce 1971, ačkoliv nebyly vtěleny do zákona. V roce 1974 Eisaku Satō získal Nobelovu cenu míru, z velké části díky své práci na přistoupení Japonska ke Smlouvě o nešíření jaderných zbraní. Ve svém nobelovském projevu (při sedmém výročí původnímu projevu k parlamentu) Satō zdůraznil a diskutoval Tři nejaderné principy a vyjádřil důvěru a naději, že budoucí vlády budou tyto principy přijímat také.
Každý ministerský předseda Japonska po Satōovi veřejně znovu potvrdil Tři nejaderné principy. Přesto ale japonská vláda v minulosti zkoumala možnost rozvíjení jaderných zbraňových programů. V posledních letech byly Principy často zpochybňovány ze strany státních úředníků a jaderné lobby. Veřejnost však na Principech nadále trvá.